# Caserío en el Barrio de Arriba (Luyando)
El caserío n.º 52 del Barrio de Arriba de Luyando, en el municipio de Ayala (Álava, España), se sitúa al borde mismo del antiguo camino real que comunicaba la meseta con la costa cantábrica, a través de Orduña y el valle de Ayala, y que posteriormente pasaría a ser la carretera nacional de Burgos a Bilbao. Se trata de un estrecho valle que resulta ser paso obligado entre Orduña y Bilbao y que, así mismo, constituye el confín del territorio alavés antes de entrar en Vizcaya.
El caserío constituye uno de los dignos representantes del tipo de caserío de arriería que a lo largo del camino real proliferaron a partir del siglo XVII, tipo endémico del camino en su tramo entre Orduña y Llodio y que no se extiende más allá. Posiblemente se trate de un caserío anterior que ante la consolidación del camino y el incremento del peso específico de este en la economía del entorno, fuera sometido a una importante refacción con la intención de volver su fachada principal a dicho camino real. En este sentido se explicaría la existencia en la actual fachada zaguera, con orientación sureste, de dos vanos rematados en arco conopial cuya datación, salvo que hayan sido reutilizados, nos remitiría a fechas no posteriores al primer cuarto del siglo XVI.
La edificación presenta una planta rectangular de mayor fondo que el frente, con dos alturas y otra entre cubierta. La cubierta se resuelve en dos aguas con cumbrera dispuesta a eje y en fondo, al tiempo que conforma un amplísimo alero apeado mediante largos tornapuntas, solamente explicable por el hecho de la supeditación del caserío al camino real lo que le obliga a tener la fachada principal orientada al noroeste y en consecuencia prever una adecuada protección frente a las inclemencias del viento y la lluvia. La organización estructural es simétrica en cuatro crujías dispuestas a lo ancho del frente, de suerte que las crujías laterales se construyen con mampostería en toda su altura con dobles esquineros de piedra labrada, en ellas se abre un hueco por planta, centrado y recercado en sillería confiriéndole un claro carácter murario por la relación vano hueco. Las dos crujías centrales, ligeramente retrasadas, constituyen un cuerpo central más liviano, no solo por el imponente porche que en ellas se abre en planta baja, sino también por su ejecución a base de entramado y relleno de ladrillo. Dicho porche, está constituido por una gran viga de madera primorosamente labrada y una columna central de estilo toscano con un ligero éntasis, a modo de parteluz. Sobre el porche, una balconada corrida acrecienta el carácter unitario del cuerpo central. La estructura interior es de madera en su totalidad y parece responder a la época de referencia de su fachada principal. En la actual fachada zaguera puede apreciarse la existencia de diversas refacciones, huecos de diversas facturas y un elemento interesante en la zona central como es el remetido del plano de fachada en la altura correspondiente a entre cubierta, y que estando hoy conformado como un pequeño balcón, en su día estuvo cerrado, con toda seguridad, en tabla de madera.

## Enlaces de interés
- Aiarako udala

- Fotoalbum Flickr de Luiando

- Datos: Q8342013
- Multimedia: Arriba 52 baserria / Q8342013